# دوغ رووي
دوغ رووي (بالإنجليزية: Doug Rowe)‏ (9 يوليو 1909 بنوتنغهام في المملكة المتحدة - 6 مايو 1978 في المملكة المتحدة) هو لاعب كرة قدم بريطاني (وحمل سابقاً جنسية المملكة المتحدة لبريطانيا العظمى وأيرلندا) في مركز الهجوم. لعب مع نادي ساوثهامبتون ونادي لوتون تاون ولينكولن سيتي أف سي.